# NGC 5524
NGC 5524 — двойная звезда в созвездии Волопас.
Этот объект входит в число перечисленных в оригинальной редакции «Нового общего каталога».